# Метод коррекции с обратной передачей сигнала ошибки
Метод коррекции с обратной передачей сигнала ошибки — стохастический метод обучения персептрона, необходимый, чтобы гарантировать сходимость при переменных связях больше, чем у одного слоя. Метод был предложен Розенблаттом для перцептрона с переменными S-A связями и может быть использован для бинарных многослойных перцептронов. Является альтернативой методу обратного распространения ошибки, но, в отличие от него, гарантирует процесс сходимости (достижение решения).

## Алгоритм
- Для каждого R-элемента устанавливается ошибка {\displaystyle E_{r}=R^{*}-r^{*}}, где {\displaystyle R^{*}} - требуемая, а {\displaystyle r^{*}} - достигнутая реакция.
- Для каждого А-элемента {\displaystyle a_{i}} ошибка вычисляется следующим образом: 
  - Вначале {\displaystyle E_{i}=0};
  - Если элемент {\displaystyle a_{i}} активен и связь {\displaystyle c_{ir}} ({\textstyle c_{ir}=a_{i}\cdot w_{ir}} или в общем случае {\textstyle c_{ir}=f(w_{ir},a_{i})}) оканчивается на R-элементе с ненулевой ошибкой {\displaystyle E_{r}}, отличающейся по знаку от веса связи {\displaystyle w_{ir}}, то с вероятностью {\displaystyle p_{1}} к {\displaystyle E_{i}} следует прибавить коррекцию, равную -1;
  - Если элемент {\displaystyle a_{i}} неактивен и связь {\displaystyle c_{ir}} оканчивается на R-элементе с ненулевой ошибкой {\displaystyle E_{r}}, не отличается (совпадает) по знаку от веса связи {\displaystyle w_{ir}}, то с вероятностью {\displaystyle p_{2}} к {\displaystyle E_{i}} следует прибавить коррекцию, равную +1;
  - Если элемент {\displaystyle a_{i}} неактивен и связь {\displaystyle c_{ir}} оканчивается на R-элементе с ненулевой ошибкой {\displaystyle E_{r}}, отличающейся по знаку от веса связи {\displaystyle w_{ir}} (или {\displaystyle w_{ir}=0} ), то с вероятностью {\displaystyle p_{3}} к {\displaystyle E_{i}} следует прибавить коррекцию, равную +1;
  - При всех остальных условиях {\displaystyle E_{i}} не изменяется.
- Если {\displaystyle E_{i}\not =0}, то ко всем активным связям, оканчивающимся на А или R элементе, прибавляем коррекцию {\displaystyle \eta } со знаком, совпадающим со знаком {\displaystyle E_{i}}, т.е. {\displaystyle \Delta w_{ij}=a_{i}^{*}sign(E_{i})\varepsilon }, где {\displaystyle \varepsilon } - абсолютное значение {\displaystyle \eta } (как правило единица).

В большинстве случаев наилучшие характеристики могут быть получены, если вероятности будут выбраны согласно следующему условию {\displaystyle p_{1}>p_{2}>p_{3}}.